# Tommy Docherty
Thomas Henderson Docherty (* 24. April 1928 in Glasgow; † 31. Dezember 2020), besser bekannt als Tommy Docherty oder auch unter dem Spitznamen „The Doc“, war ein schottischer Fußballspieler und Fußballtrainer.

## Spielerkarriere
Docherty begann seine Karriere bei Shettleston Juniors, einem Verein außerhalb des schottischen Profiligasystems. 1946 wurde er zum Wehrdienst eingezogen. Während des Dienstes spielte er in der Auswahl der britischen Armee und zog so die Aufmerksamkeit von Celtic Glasgow auf sich, die ihm am Ende des Wehrdienstes 1947 einen Vertrag anboten.
Innerhalb der nächsten zwei Jahre gelang es ihm jedoch nicht, sich dort durchzusetzen, und er wechselte zu Preston North End. Hier spielte er über 300-mal in der Liga und erreichte 1954 sogar das Finale im FA Cup, das jedoch vor 120.000 Zuschauern im Wembley-Stadion gegen West Bromwich Albion durch einen Treffer von Frank Griffin kurz vor Schluss mit 2:3 verloren wurde.
1951 erhielt Docherty seine erste Einladung zur schottischen Fußballnationalmannschaft, für die er bis 1959 25 Spiele bestritt.
Am Ende der Saison 1957/58 und nachdem er mit Schottland zur Weltmeisterschaft 1958 gefahren war, ging Docherty zum FC Arsenal, wo er 1961 seine Fußballerkarriere beenden wollte.

## Trainerkarriere
Im Frühjahr 1961 bot ihm der FC Chelsea an, als Spielertrainer für den Verein aktiv zu werden. Allerdings konnte er dessen Abstieg nicht abwenden. Dennoch blieb er, mittlerweile während der Spiele nur noch auf der Bank sitzend, beim Verein.
Obwohl er kein großes Verständnis von Taktik hatte, gelang der sofortige Wiederaufstieg und im folgenden Jahr wurde die Saison als Tabellenfünfter beendet. Indem er alte Spieler entließ und ein gutes Gespür für junge Talente hatte – so integrierte er Spieler wie Terry Venables, Bobby Tambling, Peter Bonetti oder Barry Bridges in die Mannschaft –, machte er aus Chelsea eine Spitzenmannschaft, die 1965 beinahe das Triple aus Meisterschaft, Ligapokal und FA Cup gewonnen hätte. Nachdem die Mannschaft bei Letzterem knapp im Halbfinale am FC Liverpool gescheitert war, besiegte sie jedoch Leicester City im League Cup.
In den folgenden Jahren stieß Chelsea bis ins Halbfinale des Messepokals vor und erreichte das FA-Cup-Finale. Dennoch überwarf sich Docherty mit Teilen der Mannschaft und wurde im Oktober 1967 entlassen; er ging daraufhin zu Rotherham United, wo er aber nur ein Jahr blieb.
Nach einer 29-tägigen Tätigkeit bei den Queens Park Rangers wurde er bei Aston Villa angestellt. Als der Verein am 19. Januar 1970 am Tabellenende der Football League Second Division stand, wurde Docherty entlassen.
Es folgte ein viermonatiger Aufenthalt beim FC Porto, ehe Docherty im Sommer 1971 als Assistenztrainer zu Hull City nach England zurückkehrte.
Im September 1972 wurde er als neuer Trainer der schottischen Nationalmannschaft vorgestellt und übernahm im November den Trainerposten. Jedoch war sein Engagement nur von kurzer Dauer, da er bereits im Dezember den bei Manchester United entlassenen Frank O’Farrell ersetzte. Jedoch misslang der Klassenerhalt und United musste zum ersten Mal seit 1938 wieder in die Zweitklassigkeit. Allerdings gelang der sofortige Wiederaufstieg und man schloss das erste Jahr im Oberhaus als Tabellendritter ab und erreichte das FA-Cup-Finale, das jedoch überraschenderweise gegen den FC Southampton verloren ging. Im folgenden Jahr gelang der erneute Einzug ins Pokalfinale und dieses Mal gelang gegen den FC Liverpool der Titelgewinn.
Jedoch kam kurze Zeit später eine pikante Geschichte an die Öffentlichkeit: Docherty hatte ein Verhältnis mit der Ehefrau eines Physiotherapeuten des Vereins. Daraufhin wurde er im Juli des Jahres fristlos entlassen und ironischerweise durch Dave Sexton ersetzt, der ihm schon bei Chelsea gefolgt war.
Bereits zwei Monate später war Docherty wieder auf der Trainerbank, dieses Mal bei Derby County. Seine Zeit bei dem Verein, zwei Jahre, war jedoch von einem Gerichtsverfahren überschattet, als er gegen den ehemaligen United-Spieler Willie Morgan wegen übler Nachrede gerichtlich vorging. Das Verfahren zog sich in die Länge, bis Docherty zugab, vor Gericht falsche Angaben gemacht zu haben, und es eingestellt wurde. Kurze Zeit später endete auch das Engagement bei Derby County.
Im Mai 1979 wurde er wieder bei den Queens Park Rangers, die aus der ersten Liga abgestiegen waren, eingestellt, fast sofort wieder entlassen und nach neun Tagen erneut eingestellt. Mit ihm wurden bekannte Spieler wie Clive Allen, Tony Currie oder Paul Goddard verpflichtet. Das Ziel Wiederaufstieg wurde trotzdem verfehlt und Docherty im Oktober 1980 entlassen.
Es folgte 1981 ein kurzer Aufenthalt in Australien bei Sydney Olympic, bevor er zu Preston North End nach England zurückkehrte. Nach neun erfolglosen Monaten versuchte er sich ein weiteres Mal in Australien und übernahm die Leitung beim South Melbourne FC. Anschließend folgte ein erneutes Engagement bei Sydney Olympic.
1984 übernahm er für eine Saison die Wolverhampton Wanderers. Dochertys letzte Station war von 1987 bis 1988 der FC Altrincham, ehe er sich als Trainer endgültig zurückzog. Seither war er als Experte gefragt und unregelmäßig Redner bei verschiedenen Veranstaltungen.

## Einzelnachweis
1. ↑  BREAKING NEWS: Former Manchester United, Chelsea and Scotland boss Tommy Docherty dies aged 92

| Personendaten    | Personendaten                                                     |
| ---------------- | ----------------------------------------------------------------- |
| NAME             | Docherty, Tommy                                                   |
| ALTERNATIVNAMEN  | Docherty, Thomas Henderson (wirklicher Name); The Doc (Spitzname) |
| KURZBESCHREIBUNG | schottischer Fußballspieler und -trainer                          |
| GEBURTSDATUM     | 24. April 1928                                                    |
| GEBURTSORT       | Glasgow, Schottland                                               |
| STERBEDATUM      | 31. Dezember 2020                                                 |